# Rina Ferri
Rina Ferri (Campagnola Emilia, 12 settembre 1924 – Reggio Emilia, 11 marzo 2006) è stata una pittrice e scultrice italiana.

## Biografia
Dopo aver studiato presso l'Istituto d'Arte di Modena, Rina Ferri diventa insegnante e, parallelamente, inizia ad esporre le sue tele, a partire dal 1952.
Nel 1961 tiene la sua prima mostra personale alla Galleria Santo Stefano di Venezia. La retrospettiva è curata da Virgilio Guidi.
Successivamente, si trasferisce  nel reggiana dove continuerà la sua attività.
Nel 1980 espone presso il Palazzo del Capitano del Popolo a Reggio Emilia.
Nel 1990 viene curata una esibizione antologica presso la Casa del Mantegna a Mantova. 
Nel 2019 il comune di Campagnola, per ricordare la sua morte, le ha dedicato una retrospettiva. 